# Костели Золочівського району
Перелік костелів та інших культових (сакральних) споруд, що збудовані або використовуються (чи використовувались) римо-католиками у сучасному Золочівському районі Львівської області.
Станом на 1939 рік за даними книги Володимира Кубійовича «Етнічні групи південнозахідної України (Галичини) на 1.1.1939» у тогочасному Золочівському повіті проживало 126 230 людей, з них:
78 695 — українці;
14 700 — поляки;
2 035 — польські колоністи;
19 715 — латинники;
10 625 — євреї;
460 — німці та інші національності.
Найбільшими польськими колоніями 1930-х років були: Риків (нині Поляни);
Тростянець Малий (нині Тростянець);
Вільшаниця — колонія На Роздолах (нині Велика Вільшаниця);
Кути — колонія Королівка (нині Кути)
| №  | Населений пункт | Костел                           | Дата побудови         | Тип будови | Архітектурний стиль                          | Відмітки про сучасний стан                        | Примітки                                | Зображення |
| 6  | м. Глиняни      | Костел Святого Духа              | 1791-1831, 1910-і рр. | Мурований  |                                              | Використовується римо-католиками                  |                                         |            |
| 9  | м. Золочів      | Внебовзяття Пресвятої Діви Марії | 1731-1762 рр.         | Мурований  | Бароко                                       | Використовується римо-католиками                  |                                         |            |
| 3  | с. Білий Камінь | Внебовзяття Пресвятої Діви Марії | 1613 р.               | Мурований  | Бароко                                       | Не використовується, в руїні                      |                                         |            |
| 1  | с. Вижняни      | Святого Миколая                  | 1400, 1920-ті         | Мурований  | Комплекс: німецька готика, класика, історизм | Не використовується                               |                                         |            |
| 22 | с. Гологори     | Різдва Пресвятої Діви Марії      | 1774-1790 рр.         | Мурований  | Бароко                                       | Знищений 1945 року                                | Архітектор — Франц Ксаверій Кульчицький |            |
| 11 | с. Єлиховичі    |                                  | 1938 р.               | Мурований  |                                              | Використовується спільно римо- і греко-католиками | Архітектор — Вавжинець Дайчак           |            |
| 7  | с. Княже        | Святого Арх. Михаїла             | 1910 р.               | Мурований  |                                              | Не використовується, в руїні                      |                                         |            |
| 17 | с. Козаки       | Святого Карла Баромеуша          | 1906 р.               | Мурований  |                                              | Не використовується                               |                                         |            |
| 23 | с. Колтів       |                                  |                       |            |                                              | Руїни                                             | Палацова каплиця                        |            |
| 14 | с. Куровичі     | Святого Антонія                  | 1938 р.               | Мурований  |                                              | Використовується римо-католиками                  |                                         |            |
| 10 | с. Митулин      | Пресвятого Серця Господа Ісуса   |                       | Мурований  |                                              | Використовується римо-католиками                  |                                         |            |
| 13 | с. Новосілки    | Святого Вікентія де Поля         | 1900 р.               | Мурований  |                                              | Використовується римо-католиками                  |                                         |            |
| 12 | с. Погорільці   | Святого Лаврентія                | 1904-1905 р.          | Мурований  |                                              | Використовується римо-католиками                  |                                         |            |
| 4  | с. Поляни       | Святих Петра і Павла             | 1904 р.               | Мурований  | Еклектика                                    | Не використовується, в руїні                      |                                         |            |
| 21 | с. Розваж       |                                  | 1920-ті               | Дерев'яний |                                              | Не використовується, потребує реставрації         |                                         |            |
| 8  | с. Розворяни    | Філіальна каплиця                | 1938 р.               | Мурований  |                                              | Не використовується, в руїні                      |                                         |            |
| 16 | с. Сасів        | Різдва святого Йоана Хрестителя  | 1864 — 1868           | Мурований  |                                              | Використовується римо-католиками                  |                                         |            |
| 2  | с. Скварява     |                                  | 1905—1911             | Мурований  |                                              | Не використовується, в руїні                      |                                         |            |
| 15 | с. Словіта      | Христа Царя                      | 1936—1938             | Мурований  |                                              | Перебудований, у власності православної громади   | Архітектор — Вавжинець Дайчак           |            |
| 20 | с. Туркотин     |                                  | 1930-ті               | Мурований  |                                              | Використовується православною громадою            | Архітектор — Вавжинець Дайчак           |            |
| 19 | с. Ушня         | Святого Йосифа                   | 1900—1901             | Мурований  |                                              | Не використовується                               |                                         |            |
| 18 | с. Шпиколоси    |                                  | 1926 р.               | Мурований  |                                              | Використовується як каплиця громадою УГКЦ         |                                         |            |
| 5  | смт Поморяни    | Пресвятої Трійці                 | 1748—1816             | Мурований  |                                              | Використовується римо-католиками                  |                                         |            |